# Club Ginnastica e Scherma Cesarano Padova
Il Club Ginnastica e Scherma Cesarano Padova era una società di ginnastica e scherma italiana, con sede a Padova. Negli inizi del 1900 ebbe una sezione calcistica che prese parte al Campionato Veneto e all'Expo del 1906. È di fatto considerata la prima realtà calcistica della città di Padova.

## Storia

### Ginnastica e Scherma
Fu fondata a Padova nel 1868 dallo schermidore Federico Cesarano.

### Calcio
La sezione calcio venne costituita con molta probabilità nel 1902 da un gruppo di pionieri guidati da Tullio Angeli. La prima partita, di questa compagine, sarebbe datata 1902, contro una non meglio precisata squadra vicentina (secondo alcune fonti il neonato Vicenza). Nel 1905 e nel 1906 prese parte al Campionato Veneto contro il Vicenza, perdendo la manifestazione in entrambe le occasioni.
Solamente nel giugno del 1906 però, prese parte, con il nome Club Ginnastica e Scherma Cesarano Padova, ad un match contro il Milan durante l'Expo del 1906. Tra i giocatori che militarono in questa società, c'erano Giustiniano Bellavitis, Giorgio Treves de' Bonfili e altri giocatori che nel 1910 fonderano il Padova.
Dopo aver preso parte al Campionato Veneto del 1907, 1908 e 1909, l'attività del gruppo si allentò, facendo largo, nel gennaio del 1910 alla fondazione del Padova.